# Matija Kalister
Matija Kalister, slovenski knjižničar, * 19. januar 1774, Slavina, Postojna, † 9. november 1828, Ljubljana.

## Življenje in delo
Ljudsko šolo je obiskoval v Idriji, gimnazijo v Trstu (1788-1794), filozofijo in bogoslovje pa v Ljubljani, kjer je študij končal leta 1800, vendar ni prejel mašniškega posvečenja. Že kot študent bogoslovja je leta 1799 nastopil službo pisarja (skriptorja) v ljubljanski licejski knjižnici, predhodnici današnje Narodne in univerzitetne knjižnice. Leta 1802 je pričel poučevati matematiko na ljubljanskem liceju, ko pa je leta 1803 dobil mesto stalnega učitelja je knjižnico zapustil. Poučeval je do leta 1811, ko je dobil mesto knjižničarjevega pomočnika v licejski knjižnici. Dve leti kasneje je bil imenovan za vršilca dolžnosti vodje ter 1816 za stalnega ravnatelja licejske knjižnice. Kalister je leta 1824 tudi pomagal pri organizaciji Kranjskega deželnega muzeja iz katerega se je razvil današnji Narodni muzej Slovenije.